# Puerto Concordia (kommun)
Puerto Concordia är en kommun i Colombia.   Den ligger i departementet Meta, i den centrala delen av landet, 260 km sydost om huvudstaden Bogotá. Antalet invånare är 15 964.